# The Smell of Rain
The Smell of Rain är den norske artisten Mortiis sjunde studioalbum, utgivet den 17 juli 2001.

## Låtförteckning
Samtliga låtar är skrivna av Mortiis.
1. "Scar Trek / Parasite God"  – 6:02
2. "Flux / Mental Maelstrom"  – 6:46
3. "Spirit in a Vacuum"  – 4:53
4. "Monolith"  – 3:59
5. "You Put a Hex on Me"  – 5:45
6. "Everyone Leaves"  – 6:41
7. "Marshland"  – 4:43
8. "Antimental"  – 6:17
9. "Smell the Witch"  – 5:43

## Medverkande
- Mortiis – sång, keyboard, synthesizer, syntprogrammering, trumprogrammering
- Martina Binder – sång
- Sarah Jezebel Deva – sång
- Mika Lindberg, "Raptor", Suvi-Tuulia Virtanen – sång
- Chris A. – gitarr
- Alzahr – elbas
- Staffan Wieslander, Åsa Anveden – cello
- Cecilia Lindgren, Johanna Wetter – violin
- Frederik Bergstrom – timpani, percussion